# Otázky míru a socialismu

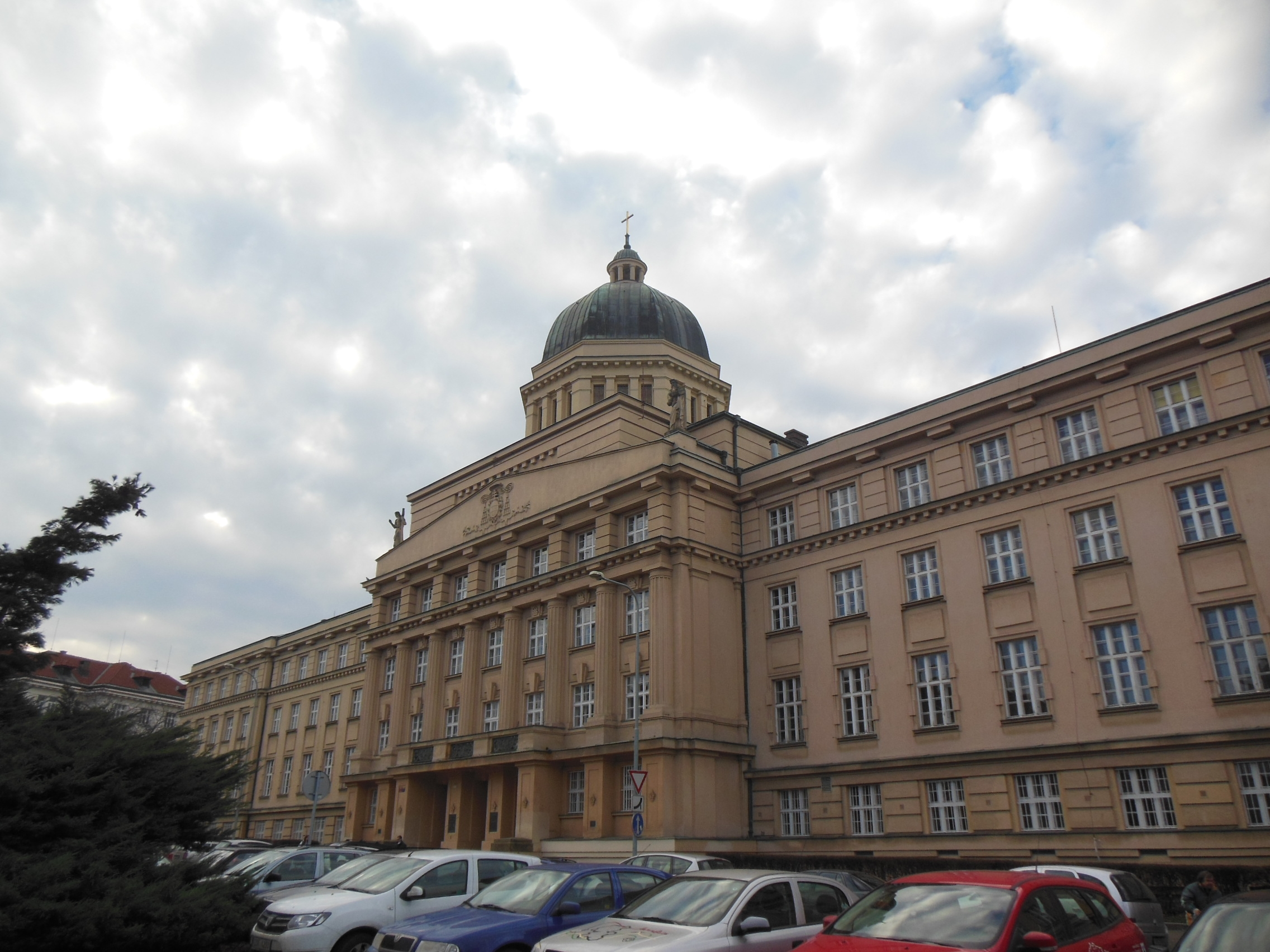
Sídlo redakce v budově arcibiskupského semináře v Praze v Thákurově 3

Otázky míru a socialismu (Проблемы мира и социализма) bylo periodikum vycházející v Praze v letech 1958 až 1990. Časopis byl založen jako orgán mezinárodního komunistického hnutí a zaměřoval se na marxisticko-leninskou teorii, problémy boje socialistických sil, míru a demokracie proti silám reakce, zákonitosti výstavby socialismu a komunismu apod. V časopise byla i ruská redakce. K českým redaktorům patřili Petr Pithart, Jiří Dienstbier a Luboš Dobrovský, lidé, kteří potom působili v disentu a v politice. Časopis vycházel ve 40 jazycích a byl rozšiřován ve 145 zemích světa.
| „                        | Do tohoto časopisu se lidé nepovyšovali, tam se dávali ti, kteří doma byli podezřelí, nebylo na ně naprosté spolehnutí. ... gorbačovovská vlna vznikla částečně v této redakci. | “ |
| — Antonín Jaroslav Liehm | |   |

Podle slov Andreje Kurajeva to byl mozkový štáb, z něhož vzešla ideologie perestrojky.